# Electroquímica

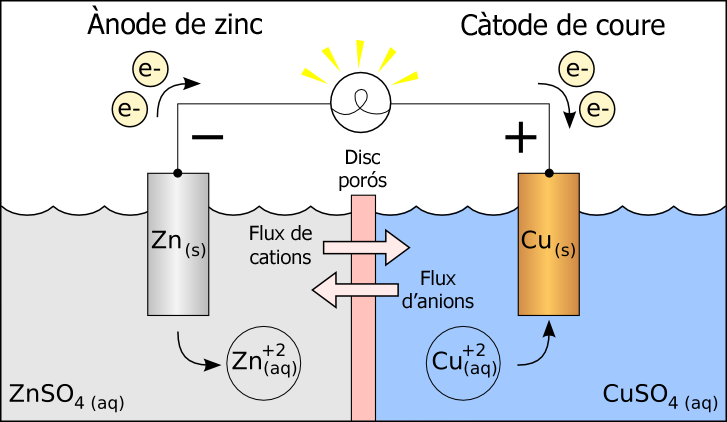
Pila elèctrica on una reacció redox genera electricitat

L'electroquímica és la branca conjunta de la química i física que estudia els efectes dels fenòmens electromagnètics sobre l'estructura de la matèria i la conversió d'aquesta en energia elèctrica.
Si una reacció química és provocada per un voltatge extern, o si es genera un voltatge durant una reacció química, com en una bateria, la reacció química és una reacció electroquímica. En general, l'electroquímica tracta les reaccions d'oxidació i reducció que estan físicament separades. L'estudi de la transferència directa de càrrega d'una molècula a un altre no forma part de l'electroquímica.

## Reaccions redox
Els processos electroquímics, són reaccions redox (de "red"ucció/"ox"idació), on l'energia és generada per una reacció espontània que produeix electricitat, o altrament una reacció química estimulada per un corrent elèctric. En una reacció de redox, l'estat d'oxidació d'alguns àtoms canvia com a resultat d'una transferència d'electrons.
Per exemple, durant l'oxidació de ferro, el ferro amb estat d'oxidació 0 es transforma en ferro(II) i l'oxigen(0) en oxigen(-2).
{\displaystyle {\ce {2 Fe (s) + O2 (g) + 4H^{+}(aq) -> 2 Fe^{2+}(aq) + 2 H2O (l)}}}
Els elements implicats en una reacció electroquímica són caracteritzats pel nombre d'electrons que té cada àtom. L'estat d'oxidació d'un ió és el nombre d'electrons que ha acceptat o de donar, comparat amb el seu estat neutral (que es defineix com a estat d'oxidació de 0). Si un àtom o ió fa donació d'un electró en una reacció el seu estat d'oxidació augmenta, si un element accepta un electró el seu estat d'oxidació disminueix.
Per exemple quan reacciona el sodi amb clor, el sodi dona un electró i queda amb un estat d'oxidació de +1. El clor accepta l'electró i passa a un estat d'oxidació de -1. El signe de l'estat d'oxidació (positiu/negatiu) de fet es correspon amb el valor de la càrrega electrònica de cada ió. L'atracció dels ions de sodi i clor amb càrregues oposades, provoca la formació d'un enllaç iònic.
La pèrdua d'electrons d'una substància s'anomena oxidació, i el guany d'electrons reducció.
Na0 → Na+ + e- (Oxidació)
Cl0 + e- → Cl- (Reducció)
Na0 + Cl0 → NaCl (Reacció redox)

## Cel·les electroquímiques
Una cel·la electroquímica és un aparell capaç de produir corrent elèctric a partir de l'energia alliberada per una reacció redox espontània. Aquesta classe de cel·la étambé es coneix com a cel·la galvànica o cel·la voltaica, anomenades en honor de Luigi Galvani i Alessandro Volta, dos dels científics que dirigien experiments en reaccions químiques i corrent elèctric a finals del segle xviii.
En una cel·la galvànica l'ànode es defineix com l'elèctrode on ocorre l'oxidació i el càtode és l'elèctrode on té lloc la reducció.

## Bateries
Una bateria és una cel·la electroquímica o una agrupació d'aquestes, que pot produir corrent continu a un voltatge constant. Els principis electroquímics que permeten el funcionament d'una bateria, són els mateixos que en les cel·les electroquímiques, tanmateix una bateria no necessita components auxiliars com ponts salins.
Principals tipus de bateries;
- Pila
- Bateria de mercuri
- Bateria de plom
- Bateria de liti
- Bateria de flux
- Pila de combustible

## Corrosió
La corrosió és el terme aplicat al rovell dels metalls provocat per un procés electroquímic, per exemple el rovell vermellós de ferro, la plata ennegrida, i la corrosió vermella o verda que pot aparèixer en el coure i els seus aliatges, com el llautó, etc.

## Electròlisi
Les reaccions redox espontànies produeixen electricitat, és a dir, provoquen el moviment d'electrons a través d'un cable en un circuit elèctric. L'electròlisi és el pas invers, usant una font externa d'energia elèctrica es provoca una reacció química no espontània, aquest procés té lloc en un compartiment anomenat cel·la electrolítica. Els principis implicats en l'electròlisi són els mateixos que els de les cel·les electroquímiques.
Per exemple en l'electròlisi del clorur de sodi, s'usa electricitat per a separar la sal en els seus components, clor i sodi.
Ànode (oxidació): {\displaystyle {\ce {2Cl- -> Cl2(g) + 2e-}}}
Càtode (reducció): {\displaystyle {\ce {2Na+(l) + 2e- -> 2Na(l)}}}
Reacció global: {\displaystyle {\ce {2Na+ + 2Cl^{-}(l) -> 2Na(l) + Cl2(g)}}}